# Dreamers (bài hát của Jungkook)
Dreamers là một ca khúc được ra mắt vào năm 2022 của nam ca sĩ người Hàn Quốc, Jungkook, một thành viên của nhóm nhạc BTS, kết hợp cùng ca sĩ người Qatar Fahad Al Kubaisi. Đây là một phần của ca khúc chính thức cho Giải vô địch bóng đá thế giới 2022, bài hát được ra mắt vào ngày 20 tháng 11 trùng với ngày diễn ra lễ khai mạc và trận đấu đầu tiên của World Cup 2022.

## Trình diễn trực tiếp & phát hành
Vào ngày 19 tháng 11 năm 2022, công ty quản lý của Jungkook là Big Hit Music đã thông báo trên Weverse về việc nam ca sĩ tham gia trình diễn ở buổi khai mạc. Ngày hôm sau, Twitter chính thức của FIFA cũng đã chia sẻ một đoạn video hé lộ ca sĩ sẽ trình bày trong sự kiện khai mạc. Trong buổi trình diễn, Jungkook đã mặc bộ vest đen bao quanh bởi các vũ công, giữa màn trình diễn thì còn có sự tham gia của Al Kubaisi.

## Video âm nhạc
Một video âm nhạc cho bài hát đã được công bố. Vào ngày 22 tháng 11. video đã được đăng tải trên kênh YouTube của FIFA.

## Thành tích
| Bảng xếp hạng (2022)                              | Vị trí |
| ------------------------------------------------- | ------ |
| Bolivia (Billboard)                               | 18     |
| Canada (Canadian Hot 100)                         | 90     |
| Global 200 (Billboard)                            | 9      |
| Hungary (Single Top 40)                           | 1      |
| Ấn Độ (IMI)                                       | 4      |
| Indonesia (Billboard)                             | 7      |
| Nhật Bản (Japan Hot 100)                          | 6      |
| Đĩa đơn Tổng hợp Nhật Bản (Oricon)                | 23     |
| Lithuania (AGATA)                                 | 60     |
| Malaysia (Billboard)                              | 5      |
| MENA (IFPI)                                       | 3      |
| Đĩa đơn Hot New Zealand (RMNZ)                    | 3      |
| Singapore (RIAS)                                  | 7      |
| Hàn Quốc (Circle)                                 | 14     |
| Thụy Sĩ (Schweizer Hitparade)                     | 55     |
| Anh Quốc Indie (OCC)                              | 21     |
| Anh Quốc Download (OCC)                           | 3      |
| UK Singles Sales (OCC)                            | 4      |
| Hoa Kỳ Bubbling Under Hot 100 Singles (Billboard) | 10     |
| Hoa Kỳ Digital Songs Sales (Billboard)            | 1      |
| Hoa Kỳ World Digital Song Sales (Billboard)       | 1      |
| Việt Nam (Vietnam Hot 100)                        | 2      |